# Uncaria canescens
Uncaria canescens är en måreväxtart som beskrevs av Pieter Willem Korthals. Uncaria canescens ingår i släktet Uncaria och familjen måreväxter. Inga underarter finns listade i Catalogue of Life.